# Liste des évêques de Genève
La liste des évêques de Genève recense le nom des évêques qui se sont succédé sur le siège épiscopal de Genève (attaché depuis 1821 à celui de Lausanne, Genève et Fribourg), dans la région du Genevois — anciennement le comté de Genève et le Faucigny (vallée de l'Arve) —, correspondant aux territoires modernes du Canton de Genève (Suisse) et du département de la Haute-Savoie (France).
Fondé au IVe siècle, le premier évêque attesté est un certain Isaac au début du siècle suivant (vers 400). L'évêché de Genève est suffragant, avec ceux de Grenoble, Valence, Die, Viviers et Maurienne, de l'archidiocèse de Vienne. Le siège de l'évêché est déplacé dans la ville d'Annecy, à la suite de la Réforme calviniste de 1569, donnant naissance au diocèse de Genève-Annecy, qui disparaît en 18 novembre 1801.

## Les sources
Le catalogue des évêques dit liste de la Bible de Saint-Pierre est la plus ancienne liste manuscrite présentant les évêques de Genève. Cette liste épiscopale se trouvait sur un « feuillet d'une bible latine appartenant à l'église Saint-Pierre de Genève », pièce qui a depuis disparu. Toutefois, il existe une retranscription de celle-ci réalisée par François Bonivard dans Chroniques de Genève. Bonivard réalise deux listes de ce catalogue de la Bible de Saint-Pierre, qui contient les noms des évêques jusqu'à Frédéric, d'autres noms avaient été ajoutés par des auteurs successifs jusqu'à Jean de Savoie.
L'historien Édouard Mallet (1805-1856) a travaillé la première de ces listes et l'a publiée dans les Mémoires et Documents de la Société d'histoire et d'archéologie de Genève, en 1847 (t.V, pp. 357-359). À partir du Xe siècle, les évêques du catalogue sont attestés par les sources,.
Les travaux d'Édouard Mallet ont été repris par plusieurs auteurs, notamment ceux du Régeste genevois (1866) ou encore le chanoine et historien Louis Duchesne (1843-1922) qui en reproduit une partie, commentée, dans son ouvrage Fastes épiscopaux de l'ancienne Gaule (1894).
Des travaux plus récents ont reproduit et actualisée cette liste, notamment la collection Helvetia Sacra (vol. 3, coll. Le diocèse de Genève, l'archidiocèse de Vienne en Dauphiné, 1980), ou encore l'ouvrage collectif Le diocèse de Genève-Annecy (1985), utilisés pour l'article de Catherine Santschi, « Genève (diocèse, évêché) » (2007), publié dans le projet encyclopédique Dictionnaire historique de la Suisse.

## Les évêques de Genève

### Évêques de «la Bible de Saint-Pierre»
Le catalogue de liste de la Bible de Saint-Pierre publié par Bonivard (XVIe siècle), reproduit par Mallet (1847), puis Duchesne (1894), mentionne :
1. Diogenus
2. Dominius
3. Salvianus
4. Cassianus
5. Eleutherius
6. Téolastus/Theolastus
7. Frater
8. Pallascus
9. Maximus
10. Papolus I
11. Gregorius
12. Nicerius
13. Rusticus
14. Patricius
15. Hugo
16. Andreas
17. Graecus
18. Papolus II
19. Robertus
20. Aridanus
21. Egoaddus
22. Albo
23. Huportunus
24. Eucherius
25. Gubertus
26. Renenbertus
27. Leutherius
28. Gosbertus vixit ann. XVI
29. Walternus XXXVI
30. Apradus XXXIII
31. Domitianus
32. Boso/Bozo ann. XVII m. V
Insequenter :
33. Anseginus/Anségise ann. XXXIletm. X
34. Apradus
35. Bernardus
36. Riculphus
37. Fraudo
38. Aldagandus
39. Aymo
40. Girardus
41. Hugo
42. Cunraddus
43. Aldagandus
44. Bernardus
45. Fridericus vixit in episcopatu ann. XXXVII et obiit VIII

Louis Duchesne (1894) relève que les deux premiers noms correspondent aux premiers évêques de Grenoble, Domnin et Diogène (fin du IVe siècle). Il précise que « sur les 30 noms suivants, qui nous conduisent jusqu'à Anségise et à l'année 877, quatre seulement, outre celui d'Anségise, ont des attestations en dehors de la liste […] Après Anségise, il y a à peu près
accord entre le catalogue et la réalité historique. ». Bonivard continue la liste après Frédéric jusqu'à Charles de Seyssel et Jean-François de Savoie, placé au 72e rang de sa liste.

### Premiers évêques (VeauXIesiècle)
Les noms des évêques figurant dans l'article du Dictionnaire historique de la Suisse (2007) sont mentionnés en caractère gras,. Ceux cités dans des ouvrages, mais absents de la précédente liste, sont indiqués en retrait et en italique. La présence et le rang d'un évêque dans le catalogue de la Bible de Saint-Pierre (B.S.P.) — ou son absence — sont précisés.
- v. 400 : Isaac, mentionné par saint Eucher[5],[dhs 2], absent du catalogue ;

#### Royaume des Burgondes (411-534)
- 441 (au plus tard) – v. 461 : Salonius Ier, peut-être le Salvianus de la B.S.P., placé au 3e rang.
fils d'Eucher de Lyon[5],[dhs 3], saint[6].
  - 451 : Proculeianus
Il aurait participé au concile d'Arles, mais non mentionné dans le catalogue et les différentes listes[reg 1].
- v. 470 : Eleuthère, Eleutherius, placé au 5e rang de la B.S.P.
- v. 470 : Theoplaste, Theoplastus[5], probablement le Theolastus du catalogue[5], placé au 6e rang de la B.S.P.. 
présent au concile d'Arles (470/480)[reg 2].
- v. 470 – v. 490 : Domitien, Domitianus.
  - v. 512/513 : Florentin, Florentinus, Florentius.
sénateur[reg 3], élu évêque mais il décline[7].
- v. 512/513 – 523 : Maximus, Maxime.
attesté à la fondation/restauration du monastère de St-Maurice (516)[reg 4], aux conciles d'Épaone (517) et de Lyon (518/523)[7],[reg 5],[dhs 4], placé au 9e rang de la B.S.P. ;

#### Royaume de Bourgogne (534-843)
- 541 – 549 : Pappolus/Papulus/Pappulus Ier, placé au 10e rang de la B.S.P..
Il députe un prête Toribius au quatrième concile d’Orléans (541)[7], ainsi qu'au cinquième synode d'Orléans (549)[reg 6].
- v. 567 – 573 : Salonius II.
Il est présent au deuxième concile de Lyon (570) et au  quatrième synode de Paris (573), absent du catalogue[7],[reg 7].
- 584 – 585 : Cariatto.
Il est qualifié de spatarius du roi Gontran, présent au deuxième concile de Valence (584) et au deuxième synode de Mâcon (585), absent du catalogue[7],[reg 8].
- 601/602 (?) : Rusticius ou 'Patricius (?), le premier est mentionné au 13e rang et le second au 14e de la B.S.P..
Ils proviennent d'un récit relatif à l'année 602 (603 ?), d'après la Chronique de Frédégaire, mais leur siège n'est pas indiqué[7],[reg 9]. Une passio des saints Ours et Victor, leur attribue respectivement les sièges d'Octodure (Martigny) et de Tarentaise[7], les auteurs du Régeste genevois relevaient que « Rusticus et Patricius étaient évêques, l'un de Genève, l'autre de Martigny », concluant « Peut-être le second était-il, à l'époque du fait raconté, le coadjuteur de l'évêque Rusticus »[reg 9].
- 626/627 : Abelenus/Abellenus/Appellinus.
Il est présent au concile de Mâcon (620/627), il s'oppose à la sévère règle monastique de saint Colomban[7],[reg 10],[dhs 5], absent du catalogue[7].
- v. 650 : Pappolus/Papulus/Pappulus II, placé au 18e rang de la B.S.P..
Il est souscrit au concile de Chalon (650)[7],[reg 11].
- 664 : Ethoaldus (?).
- 769 – 770 : Gauzibertus, le Gosbertus placé au 29e rang de la B.S.P..
- v. 800 : Walternus[reg 12], placé au 29e rang de la B.S.P..
- 833 : Altaldus, Altadus[7],[reg 13], que l'on suppose pouvoir être le suivant[reg 13],[8] ;
- 838 (?) : Aptadus, Apradus (?)[8], placé au 30e rang de la B.S.P..
Il aurait siégé 33 ans. Assistant au concile de Worms (833), il est au nombre des prélats qui signent l'acte par lequel Aldricus, archevêque de Sens, opérant la translation des moines de Saint-Rémi. En 838, il assiste au synode de Carisiacus (Kiersy-sur-Oise) convoqué par l'empereur Louis le Pieux[reg 13].

#### Royaume de Haute-Bourgogne (843-1032)
- 859 : Albamauro
il aurait assisté au synode de Langres (859) convoqué par le roi Charles le Chauve, mais qui ne figure dans aucun catalogue[reg 14] ;
- Sans date : Boson/Boso[8], placé au 32e rang de la B.S.P. ;
- 877 : Anségise/Ansegisus/Anseginus[8],
il aurait siégé 32 ans et 10 mois[reg 15]. Il signe au concile de Ravenne (877)[8],[reg 15], placé au 33e rang de la B.S.P. ;

Lors du concile de Mantaille (879), qui élit Boson roi de Bourgogne et duc de Provence, le diocèse de Genève n'est pas représenté, peut-être est-il vacant.
- 882 : Aptadus II/Optandus[8],
il est élu par le clergé et le peuple de Genève vers le mois de mai 882, soutenu par l'empereur Charles le Gros contre le métropolitain de Vienne Oltramne, appartenant au parti de Boson[reg 16]. Il est fait prisonnier en août 882 par le métropolitain qui le dépouille de ses biens[9], absent du catalogue à moins qu'il ne soit Apradus au 34e rang de la B.S.P.[8] ;
- 899 : Bernard, Bernardus
Cité vers 892 à comparaître[8], il est dénoncé par l'archevêque de Vienne, Bernoin/Barnuin, l'évêque de Grenoble, Isaac, et l'évêque de Valence, Isaac, au roi Rodolphe Ier de Bourgogne, pour son absence au synode de Vienne, placé au 35e rang de la B.S.P. ;
- 899 – 906 : Riculfe/Riculphus/Riculphe, placé au 36e rang de la B.S.P. ;
- 906 : Franco, probablement le Fraudo placé au 37e rang de la B.S.P. ;
- 927 : Adelgaud, Aldagandus, placé au 38e rang de la B.S.P. ;

#### Royaume d'Arles (942-1032)
- 943 – 950 : Aymon, Aymo, placé au 39e rang de la B.S.P..
archichancelier du roi Conrad de Bourgogne.
- 958 – 978 : Giraud, Gérold, Girardus, placé au 40e rang de la B.S.P..
probablement apparenté à la famille comtale de Genève, vraisemblablement archichancelier du roi Conrad de Bourgogne[dhs 6],[d 2].
- 993 – † 1020 : Hugues, Hugo[dhs 7], placé au 41e rang de la B.S.P..
- entre 1020 et 1030 : Conrad, Cunraddus, placé au 42e rang de la B.S.P.[reg 17].
- entre 1020 et 1030 : Adalgodus, Adalgod, Aldagandus, placé au 43e rang de la B.S.P.[reg 17].
- entre 1020 et 1030 : Bernardus, Bernard Ier, placé au 44e rang de la B.S.P..

### Évêques impériaux (XIeauXVesiècle)
À partir de cette période, la liste est connue.
- 1030 – 1073 : Frédéric, placé au 45e rang de la B.S.P.[reg 18],[dhs 8].
- entre 1073 – 1083 : Boczadus/Borzadus/Borsadus[reg 19].
- v. 1078/1083 – † v. 1119 : Guy de Faucigny[reg 20],[dhs 9].
- 1120 – † 1135 : Humbert de Grammont[reg 21],[dhs 10].
- 1135 – † 1185 : Arducius/Ardutius de Faucigny.
titré en 1154 prince de Genève en échange de son soutien à Frédéric Barberousse contre le comte de Genève, Amédée Ier[reg 22],[d 3],[dhs 11] ;
- 1185 – 1205 : Nantelme[reg 23].
- 1205 – 1213 : Bernard II Chabert[reg 24], transféré à Embrun.
- 1213 – 1213 : Pierre Ier (de Sessons ou Cessons ?)[reg 25].
  - 1213 - 1214 : Sede vacante[reg 25].
- v. 1215 (ou avant) – 1260 : Aymon Ier de Grandson[reg 26].
- 1260 – 1267 : Henri (dit de Bottis/Debout)[reg 27],[dhs 12].
- 1268 – 1275 : Aymon II de Cruseilles (ou de Menthonay)[reg 28].
- 1276 – 1287 : Robert de Genève[reg 29].
- 1287 – 1294 : Guillaume Ier de Conflans[reg 30].
- 1295 – 1303 : Martin de Saint-Germain[reg 31].
- 1304 – 1311 : Aymon III de Quart[reg 32].
- 1311 – 1342 : Pierre II de Faucigny.
- 1342 – 1366 : Alamand de Saint-Jeoire.
- 1366 – 1377 : Guillaume II de Marcossey, transféré depuis Gap.
- 1378 – 1385 : Jean Ier de Murol.
- 1385 – 1388 : Adhémar Fabri.
- 1388 – 1408 : Guillaume III de Lornay.
- 1408 – 1418 : Jean II de Bertrand.
- 1418 – 1422 : Jean III de La Rochetaillée.
- 1422 – 1423 : Jean IV Courtecuisse.
- 1423 – 1426 : Jean V de Brogny.
- 1426 – 1444 : François Ier de Metz.
- 1444 – 1449 : siège vacant, administré par Amédée VIII (antipape Félix V et ex-duc de Savoie)[10].
- 1449 – 1451 : Amédée VIII (ancien antipape Félix V).

### Évêques savoyards (XIVeauXVIesiècle)
L'Indult de 1451 permet aux ducs de Savoie de désigner les évêques.
- 1451 – 1458 : Pierre III de Savoie, 7e enfant du duc Louis Ier de Savoie et d'Anne de Lusignan, premier des fils de Louis Ier de Savoie à s'asseoir sur le siège épiscopal, il est aussi archevêque de Tarentaise. L'évêché est administré par Thomas de Sur, archevêque de Tarse ;
- 1460 – 1482 : Jean-Louis de Savoie, 13e enfant du duc Louis Ier de Savoie et d'Anne de Lusignan, deuxième fils à occuper le siège, archevêque de Tarentaise ;
- 1482 : Domenico della Rovere ;
- 1482 – 1484 : Jean VI de Compey (ou Compois), fils du seigneur de Draillant ;
- 1484 – 1490 : François II de Savoie, 18e enfant du duc Louis Ier de Savoie et d'Anne de Lusignan, troisième fils à occuper le siège, archevêque d'Auch ;
- 1490 – 1495 : Antoine Champion ;
- 1495 – 1509 : Philippe de Savoie-Nemours, fils de Philippe II de Savoie, petit-fils du duc Louis Ier de Savoie ;
- 1509 – 1513, Charles de Seyssel ;
- 1513 – 1522 : Jean VII de Savoie, bâtard de François de Savoie.

## Évêques de Genève en résidence à Annecy (1543-1801)
Genève est secouée par la Réforme, l'évêque Pierre de La Baume fuit définitivement Genève le 15 juillet 1533. Les chanoines cathédraux, dispersés depuis 1527, rejoignent progressivement Annecy : en 1539, au plus tard, le chapitre des chanoines est installé à Annecy. Genève passe à la Réforme en 1536. L'évêque François Bachod décide de s'installer « provisoirement » à Annecy. Son successeur s'installe définitivement, mais les évêques continuent à porter le titre de « Prince-évêque de Genève ».
Les évêques du diocèse dit de Genève-Annecy sont, :
- 1522 – † 1544 : Pierre IV de La Baume ;
- 1544 – † 1550 : Louis de Rye ;
- 1550 – † 1556 : Philibert de Rye, frère du précédent ;
- 1556 – † 1568 : François III de Bachod ;
- 1568 – 1579 : Ange Justiniani († 1596), en 1569, il s'établit à Annecy ;
- 1579 – † 1602 : Claude de Granier ;
- 1602 – † 1622 : François IV de Sales (canonisé, Docteur de l'Église), précédemment évêque titulaire de Nicopolis ad Iaterum (de) ;
- 1622 – † 1635 : Jean-François de Sales, frère du précédent ;
- 1639 – † 1645 : Juste Guérin ;
- 1645 – † 1660 : Charles-Auguste de Sales, neveu des deux précédents, chargé du procès de canonisation de son oncle ;
- 1661 – † 1695 : Jean VIII d'Arenthon d'Alex, à l'origine du séminaire d'Annecy (1684) ;
- 1697 – † 1734 : Michel-Gabriel Rossillon de Bernex[13] ;
- 1741 – † 1763 : Joseph-Nicolas Deschamps de Chaumont ;
- 1764 – † 1785 : Jean-Pierre Biord ;
- 1787 – 1801 : Joseph-Marie Paget († 1810).

## Évêque constitutionnel du Mont-Blanc (1793-1796)
- 1793 – 1796 : François-Thérèse Panisset, évêque (évêque constitutionnel) du Mont-Blanc (département du Mont-Blanc)[dhs 1],[d 4].

## Évêques de Chambéry et de Genève (1802-1822)
La bulle Qui Christi Domini, prise en exécution du Concordat de 1801, supprime et recrée un siège de Chambéry en lui assignant comme diocèse les deux départements du Mont-Blanc et du Léman, Genève, Annecy et le Pays de Gex compris, appelé diocèse de Chambéry et Genève. Il est suffragant de Lyon. L'évêque de Chambéry portait également le titre d'évêque de Genève. Ce sont, :
- 1802 – 1805 : René des Monstiers de Mérinville
- 1805 – 1821 : Irénée-Yves Dessolle

À partir de 1821, Genève est rattaché au diocèse de Lausanne, Genève et Fribourg. Un diocèse d'Annecy est créé l'année suivante.

### Régeste genevois(1866)
1. ↑  Régeste genevois, 1866, p. REG no 37 (lire en ligne).
2. ↑  p. 16, REG no 41 (lire en ligne).
3. ↑  p. 17, REG no 49 (lire en ligne).
4. ↑  p. 18, REG no 52 (lire en ligne).
5. ↑  p. 21, REG no 56, REG no 57 (lire en ligne) et p. 22, REG no 62, REG no 63, REG no 64 (lire en ligne).
6. ↑  p. 23, REG no 66, REG no 67 (lire en ligne).
7. ↑  p. 23, REG no 69, REG no 70 (lire en ligne).
8. ↑  p. 24, REG no 71, REG no 72 (lire en ligne).
9. 1 2  p. 24, REG no 74 (lire en ligne).
10. ↑  p. 25, REG no 75 (lire en ligne).
11. ↑  p. 25, REG no 76, REG no 78 (lire en ligne).
12. ↑  p. 26, REG no 82 (lire en ligne).
13. 1 2 3  p. 27, REG no 84, REG no 85, REG no 86 (lire en ligne).
14. ↑  p. 28, REG no 91 (lire en ligne).
15. 1 2 3  p. 30, REG no 99, REG no 100  (lire en ligne).
16. ↑  pp. 30-31, REG no 102, REG no 103, REG no 104, REG no 105  (lire en ligne).
17. 1 2  p. 46, REG no 163, REG no 164  (lire en ligne).
18. ↑  pp. 52-59, « Épiscopat de Frédéric » (lire en ligne).
19. ↑  pp. 59-60, « Épiscopat de Borzadus » (lire en ligne).
20. ↑  pp. 60-72, « Épiscopat de Guy de Faucigny » (lire en ligne).
21. ↑  pp. 73-81, « Épiscopat de Humbert de Grammont » (lire en ligne).
22. ↑  pp. 82-119, « Épiscopat de Arducius de Faucigny » (lire en ligne).
23. ↑  pp. 119-135, « Épiscopat de Frère Nantelme » (lire en ligne).
24. ↑  pp. 136-147, « Épiscopat de Bernard Chabert » (lire en ligne).
25. 1 2  pp. 147-149, « Siège Vacant 1213-1214. Pierre, évêque élu » (lire en ligne).
26. ↑  pp. 149-226, « Épiscopat d'Aimon de Grandson » (lire en ligne).
27. ↑  pp. 227-250, « Épiscopat de Frère Henri de Bottis » (lire en ligne).
28. ↑  pp. 250-272, « Épiscopat de Frère Aymon de Menthonay » (lire en ligne).
29. ↑  pp. 273-301, « Épiscopat de Robert de Genève » (lire en ligne).
30. ↑  pp. 306-350, « Épiscopat de Guillaume de Conflans » (lire en ligne).
31. ↑  pp. 351-378, « Épiscopat de Martin de Saint-Germain » (lire en ligne).
32. ↑  pp. 379-391, « Épiscopat d'Aimon du Quart » (lire en ligne).

### Diocèse de Genève-Annecy(1985)
1. ↑  Diocèse, 1985, p. 303 (présentation en ligne).
2. ↑  Diocèse, 1985, p. 30 (lire en ligne).
3. ↑  Diocèse, 1985, p. 34 (lire en ligne).
4. 1 2 3 4  Diocèse, 1985, p. 304 (présentation en ligne).

### Dictionnaire historique de la Suisse
1. 1 2 3 4 5 6 7  Catherine Santschi, « Genève (diocèse, évêché) » dans le Dictionnaire historique de la Suisse en ligne.
2. ↑  Ansgar Wildermann/Marie Ellenberger-Leuba, « Isaac » dans le Dictionnaire historique de la Suisse en ligne.
3. ↑  Eric Chevalley, « Salonius » dans le Dictionnaire historique de la Suisse en ligne.
4. ↑  Ansgar Wildermann/Florence Piguet, « Maximus » dans le Dictionnaire historique de la Suisse en ligne.
5. ↑  Justin Favrod, « Abelenus » dans le Dictionnaire historique de la Suisse en ligne.
6. ↑  Martine Piguet, « Giraud » dans le Dictionnaire historique de la Suisse en ligne.
7. ↑  Gilbert Coutaz, « Hugues » dans le Dictionnaire historique de la Suisse en ligne.
8. ↑  Martine Piguet, « Frédéric » dans le Dictionnaire historique de la Suisse en ligne.
9. ↑  Ansgar Wildermann/Marie Ellenberger-Leuba, « Guy de Faucigny » dans le Dictionnaire historique de la Suisse en ligne.
10. ↑  Ansgar Wildermann/Françoise Senger, « Humbert de Grammont » dans le Dictionnaire historique de la Suisse en ligne.
11. ↑  Ansgar Wildermann/Marie Ellenberger-Leuba, « Arducius de Faucigny » dans le Dictionnaire historique de la Suisse en ligne.
12. ↑  Bernard Andenmatten, « Henri » dans le Dictionnaire historique de la Suisse en ligne, version du 31 août 2006.

### Autres références
1. 1 2  Catherine Santschi, Les évêques de Lausanne et leurs historiens des origines au 18e siècle : érudition et société (vol. 11 à 12), Librairie Droz, 1975 (lire en ligne), p. 57.
2. 1 2 3 4 5  Duchesne, 1894, p. 220 (présentation en ligne).
3. 1 2 3  François Bonivard, Chronique de Genève. Des origines à 1504 (Tome 1), Genève, 1542-1551 (lire en ligne), p. 68-76, publié par Gustave Revilliod, Genève, 1867.
4. 1 2 3  Duchesne, 1894, p. 221-222 (présentation en ligne).
5. 1 2 3 4  Duchesne, 1894, p. 222 (présentation en ligne).
6. ↑  Gian Franco Schubiger, Saints, martyrs et bienheureux en Suisse, Éditions Saint-Augustin, 1999, 217 p. (ISBN 978-2-88011-158-8, lire en ligne), p. 53-54.
7. 1 2 3 4 5 6 7 8 9 10 11  Duchesne, 1894, p. 223 (lire en ligne).
8. 1 2 3 4 5 6 7 8  Duchesne, 1894, p. 224 (lire en ligne).
9. ↑  René Poupardin, Le Royaume de Provence sous les Carolingiens, 855-933, Paris, Librairie Émile Bouillon, 1901, 468 p. (lire en ligne), p. 105.
10. ↑  Diocèse, 1985, p. 52 (lire en ligne).
11. ↑  Frédéric Meyer, « Les élites diocésaines en Savoie à la fin du XVIIe siècle », Rives méditerranéennes, nos 32-33,‎ 2009, p. 173-189 (lire en ligne).
12. ↑  in Revues « Annesci » n° 6 - 1958 & n° 7 - 1959, édit. Société des Amis du Vieil Annecy.
13. ↑  Armes : écartelé en 1 et 4 d'or à la croix pleine de gueules, aux 2 et 3 de gueules a une colonne d'or, à deux d'argent passées en soutoir d'après Société savoisienne d'histoire et d'archéologie, L'Histoire en Savoie, « Dictionnaire du Duché de Savoie », Tome II, 1840, La Fontaine de Siloé, coll. « L'Histoire en Savoie », 2005 (ISSN 0046-7510), « N°9, Nouvelle série », p. 249.